# Wimbledon Championships 1936
Die 56. Auflage der Wimbledon Championships fand 1936 auf dem Gelände des All England Lawn Tennis and Croquet Club an der Church Road statt.

## Herreneinzel
Fred Perry gewann seinen dritten Titel in Folge. In einer Neuauflage des letztjährigen Finales setzte er sich souverän gegen Gottfried von Cramm durch; Von Cramm konnte im gesamten Match nur zwei Spiele gewinnen. Perry war bis 2013 der letzte Brite, der den Einzeltitel von Wimbledon gewinnen konnte.

## Dameneinzel
In Abwesenheit von Helen Wills Moody gewann Helen Jacobs ihren einzigen Wimbledon-Titel. Im Finale besiegte sie Hilde Krahwinkel-Sperling in drei Sätzen.

## Herrendoppel
Im Herrendoppel waren  Pat Hughes und Raymond Tuckey erfolgreich.

## Damendoppel
Im Damendoppel verteidigten Freda James und Kay Stammers ihren Vorjahrestitel.

## Mixed
Im Mixed gelang Dorothy Round und Fred Perry ebenfalls die Titelverteidigung.

## Quelle
- J. Barrett: Wimbledon: The Official History of the Championships. HarperCollins Publishers, London 2001, ISBN 0-00-711707-8.